# Cantonul Port-Sainte-Marie
Cantonul Port-Sainte-Marie este un canton din arondismentul Agen, departamentul Lot-et-Garonne, regiunea Aquitania, Franța.

## Comune
| Comune            | Populație (1999) | Cod poștal | Cod INSEE |
| ----------------- | ---------------- | ---------- | --------- |
| Aiguillon         | 4.320            | 47190      | 47004     |
| Bazens            | 530              | 47130      | 47022     |
| Bourran           | 591              | 47320      | 47038     |
| Clermont-Dessous  | 797              | 47130      | 47066     |
| Frégimont         | 270              | 47360      | 47104     |
| Galapian          | 326              | 47190      | 47107     |
| Lagarrigue        | 282              | 47190      | 47129     |
| Nicole            | 273              | 47190      | 47196     |
| Port-Sainte-Marie | 1.963            | 47130      | 47210     |
| Saint-Salvy       | 176              | 47360      | 47275     |